# Fernhill Heath
Fernhill Heath – wieś w Anglii, w hrabstwie Worcestershire, w dystrykcie Wychavon. Leży 5 km na północny wschód od miasta Worcester i 164 km na północny zachód od Londynu.